# Тополовград
Тополовград (буг. Тополовград) град је у Републици Бугарској, у јужном делу земље, седиште истоимене општине Тополовград у оквиру Хасковске области.

## Географија
Положај: Тополовград се налази у јужном делу Бугарске. Од престонице Софије град је удаљен 300 km источно, а од обласног средишта, Хаскова град је удаљен 85 km оисточно.
Рељеф: Област Тополовграда се налази у области Горњотракијске равнице, коју ствара река Марица. Околина града је валовита до брдска, а јужно од града издиже се планина Сакар. Надморска висина града је око 300 m.
Клима: Клима у Тополовграду је измењено континентална клима са утицајем оближњег Егејског мора.
Воде: Кроз Тополовград протиче више мањих водотока.

## Историја
Област Тополовграда је првобитно било насељено Трачанима, а после њих овом облашћу владају стари Рим и Византија. Јужни Словени ово подручје насељавају у 7. веку. Од 9. века до 1373. године област је била у саставу средњовековне Бугарске.
Крајем 14. века област Тополовграда је пала под власт Османлија, који владају облашћу 5 векова.
Године 1885. град је постао део савремене бугарске државе. Насеље постоје убрзо средиште окупљања за села у околини, са више јавних установа и трговиштем.

## Становништво
По проценама из 2010. године Тополовград је имао око 5.700 становника. Огромна већина градског становништва су етнички Бугари. Остатак су махом Роми. Последњих 20-ак година град губи становништво због удаљености од главних токова развоја у земљи.
Претежан вероисповест месног становништва је православље.

## Галерија
- Православна Црква св. Тројице
- Пешачка улица у граду
- Зграда општине Тополовград
- Главни градски трг